# جرج آلیسون
جرج آلیسون (به انگلیسی: George Allison) (زاده ۲۴ اکتبر ۱۸۸۳ - درگذشته ۱۳ مارس ۱۹۵۷) مربی سابق اهل انگلستان بود. او سابقه مربی‌گری در تیم آرسنال را به مدت ۱۳ سال دارد.